# Yone Minagawa

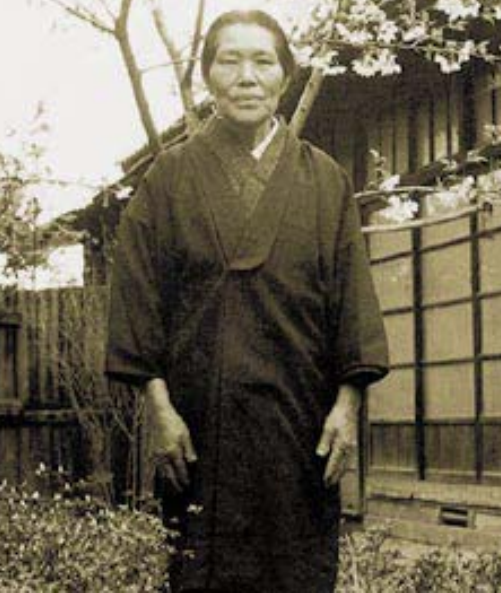
Yone Minagawa

Yone Minagawa (jap. 皆川ヨ子 Minagawa Yone; ur. 4 stycznia 1893 w Akaike, prefektura Fukuoka (wyspa Kiusiu), obecnie część miasta Fukuchi, zm. 13 sierpnia 2007) – Japonka, znana z długowieczności, od 29 stycznia 2007 uważana za najstarszą żyjącą osobę na świecie.

## Życiorys
Urodziła pięcioro dzieci. Po śmierci męża utrzymywała rodzinę ze sprzedaży warzyw i kwiatów. W kwietniu 2005 po śmierci Ury Koyamy została uznana za najstarszą mieszkankę Japonii. Była również seniorką w Azji. W styczniu 2007 ukończyła 114 lat i znajdowała się na czwartym miejscu w gronie najstarszych osób na świecie w klasyfikacji amerykańskiego ośrodka badawczego Gerontology Research Group. W drugiej połowie stycznia 2007 w odstępie zaledwie kilku dni zmarły starsze od niej osoby, kolejno: Kanadyjka Julie Winnefred Bertrand, Portorykańczyk Emiliano Mercado del Toro i Amerykanka Emma Tillman. Tym samym od 29 stycznia 2007 (Tillman zmarła 28 stycznia, ale z powodu różnicy czasu w Japonii był już 29 stycznia) Yone Minagawa uważana była za najstarszego żyjącego człowieka na świecie. Po jej śmierci, w wieku 114 lat i 221 dni, najstarszym człowiekiem świata została Amerykanka, Edna Parker, a tytuł nestorki Japonii i Azji przejęła Shitsu Nakano. W momencie zgonu Minagawa figurowała na 30. miejscu na liście najdłużej żyjących ludzi w historii, których datę urodzenia odpowiednio zweryfikowano. Po śmierci Mercado del Toro najstarszym mężczyzną na świecie był także Japończyk – Tomoji Tanabe.
Większość dzieci Yone Minagawy nie dożyła 2007. W chwili uznania Japonki za światową seniorkę żyła jedna jej córka, sześcioro wnuków, dwanaścioro prawnuków i dwoje praprawnuków. Należy dodać, że klasyfikacja Gerontology Research Group (i Księgi rekordów Guinnessa) może nie odpowiadać rzeczywistości, obejmuje natomiast te osoby, których datę urodzenia udało się odpowiednio udokumentować.